# Corynelia oreophila
Corynelia oreophila är en svampart som först beskrevs av Carlos Luis Spegazzini, och fick sitt nu gällande namn av Karl Starbäck 1905. Corynelia oreophila ingår i släktet Corynelia och familjen Coryneliaceae.   Inga underarter finns listade i Catalogue of Life.